# Lucas González (calciatore)
Lucas Nahuel González Martínez, noto semplicemente come Lucas González (San Salvador de Jujuy, 3 giugno 2000), è un calciatore argentino, centrocampista del Defensa y Justicia.

## Caratteristiche tecniche
È un centrocampista centrale.

## Carriera
Cresciuto nel settore giovanile dell'Independiente, debutta in prima squadra il 26 luglio 2019 giocando l'incontro di Coppa Sudamericana vinto 1-0 contro l'Universidad Católica. Il 26 novembre 2020 segna la sua prima rete in carriera, sempre in Coppa Sudamericana, nella trasferta vinta 4-1 contro il Fénix.

## Statistiche

### Presenze e reti nei club
Statistiche aggiornate al 7 maggio 2025.
| Stagione             | Squadra              | Campionato           | Campionato | Campionato | Coppe nazionali | Coppe nazionali | Coppe nazionali | Coppe continentali | Coppe continentali | Coppe continentali | Altre coppe | Altre coppe | Altre coppe | Totale | Totale |
| Stagione             | Squadra              | Comp                 | Pres       | Reti       | Comp            | Pres            | Reti            | Comp               | Pres               | Reti               | Comp        | Pres        | Reti        | Pres   | Reti   |
| -------------------- | -------------------- | -------------------- | ---------- | ---------- | --------------- | --------------- | --------------- | ------------------ | ------------------ | ------------------ | ----------- | ----------- | ----------- | ------ | ------ |
| 2018-2019            | Independiente        | PD                   | 0          | 0          | CA              | 0               | 0               | CS                 | 1                  | 0                  | -           | -           | -           | 1      | 0      |
| 2019-2020            | Independiente        | PD                   | 2          | 0          | CA+CdS+CM       | 2+1+7           | 0               | CS                 | 4                  | 1                  | -           | -           | -           | 16     | 1      |
| 2021                 | Independiente        | PD                   | 16         | 0          | CA+CdL          | 0+9             | 0               | CS                 | 3                  | 1                  | -           | -           | -           | 28     | 1      |
| 2022                 | Independiente        | PD                   | 19         | 0          | CA+CdL          | 4+7             | 0+1             | CS                 | 1                  | 0                  | -           | -           | -           | 31     | 1      |
| feb.-lug. 2023       | Santos Laguna        | LMX                  | 14         | 1          | -               | -               | -               | -                  | -                  | -                  | LC          | -           | -           | 14     | 1      |
| ago.-nov. 2023       | Independiente        | PD                   | -          | -          | CA+CdL          | 2+10            | 1+1             | -                  | -                  | -                  | -           | -           | -           | 12     | 2      |
| 2024                 | Independiente        | PD                   | 16         | 0          | CA+CdL          | 3+13            | 0+1             | -                  | -                  | -                  | -           | -           | -           | 32     | 1      |
| Totale Independiente | Totale Independiente | Totale Independiente | 53         | 0          |                 | 58              | 4               |                    | 9                  | 2                  |             | -           | -           | 120    | 6      |
| 2025                 | Defensa y Justicia   | PD                   | 10         | 0          | CA              | 0               | 0               | CS                 | 1                  | 0                  | -           | -           | -           | 11     | 0      |
| Totale carriera      | Totale carriera      | Totale carriera      | 77         | 1          |                 | 58              | 4               |                    | 10                 | 2                  |             | -           | -           | 145    | 7      |